# Robótica BEAM

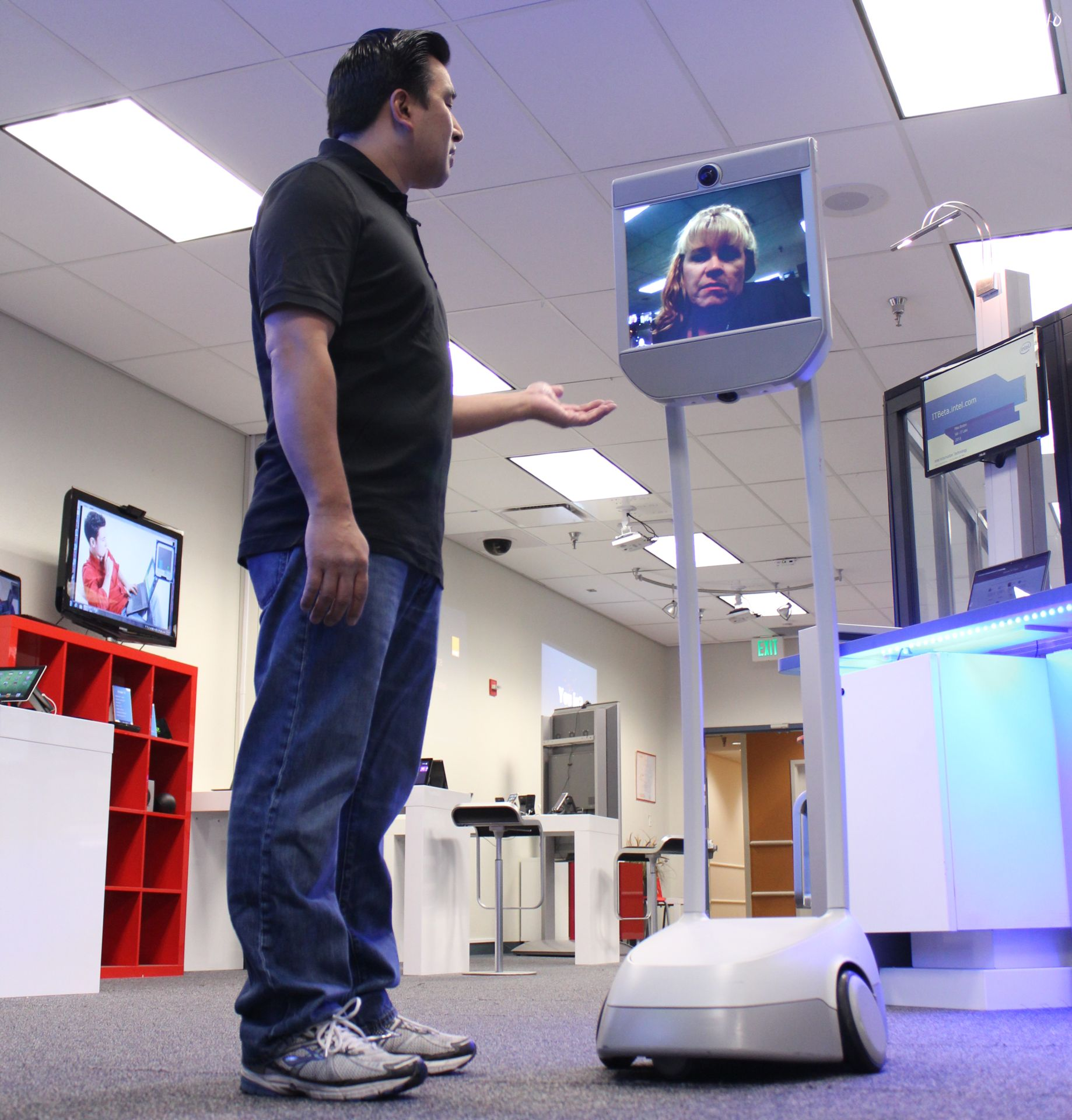
Robot de telepresencia con tecnología Beam

Un robot es considerado un BEAM, cuando está realizado por circuitos analógicos y normalmente simples, como comparadores, sin tener que depender de microcontroladores, por lo que son robots no programables. Fueron creados por Mark W. Tilden, como una red neuronal artificial. BEAM, aplicado a la Robótica, significa Biology, Electronics, Aesthetics, and Mechanics.
Se suele intentar imitar la vida de los insectos y su forma de moverse por un entorno, por lo que suelen estar realizados por estructuras robustas y simples, que le dan mucha fiabilidad, además de usar células solares para hacerlos así más autónomos. Los componentes usados para la creación de un robot BEAM, suelen ser materiales reciclados, como motores de teléfonos móviles o juguetes, resistencias, transistores, etc.

## Enlaces
- Foro en Español de Robotic-Lab
- Más información en la Wikipedia Inglesa
- http://es.bab.la/diccionario/ingles-espanol/beam
- http://2ww.beamsuntory.com/ (enlace roto disponible en Internet Archive; véase el historial, la primera versión y la última).

- Datos: Q545834